# Château de Valençay
Château de Valençay je dvorec v občini Valençay v francoskem departmaju Indre. Bil je rezidenca družin d'Estampes in Talleyrand-Périgord. Čeprav je del province Berry, njegova arhitektura vabi k primerjavi z renesančnimi dvorci v dolini Loare, zlasti Château de Chambord. Dvorec je George Sand pohvalila kot »enega najlepših na svetu«, in je tudi opozorila, da »noben kralj ni imel bolj slikovitega parka«.

## Zgodovina
Château de Valençay stoji na robu planote s pogledom na reko Nahon. V starih časih je bila na mestu dvorca galsko-rimska vila, imenovana Valencia us, domena Valansov. Do 10. ali 11. stoletja je bil zgrajen »težak in masiven stolp«, med letoma 1026 in 1047 pa je bila z darovno listino Valençay prenesena na prvega omenjenega gospodarja Bertranda. Leta 1220 je tedanji gospodar Valençaya Gauthier poročal, da je na tem mestu zgradil fevdalni grad ali hišo, vendar ni jasno, ali je bil to dodatek ali prizidek prejšnjega stolpa. Pod dvoriščem so zakopani ostanki prvotne stavbe.
Moderni dvorec je v kraljevskem obsegu zgradila družina finančnikov d'Estampes v obdobju približno 200 let. Gradnja se je začela leta 1540 po naročilu Jacquesa d'Estampesa namesto porušenega gradu iz 12. stoletja in ni bila dokončana do 18. stoletja, ko je bil dodan južni stolp.
V 18. stoletju je prišlo do hitrega zaporedja lastnikov, vključno z zloglasnim škotskim bankirjem Johnom Lawom, ki je posestvo kupil leta 1719. Skoraj stoletje kasneje, leta 1803, je Napoleon ukazal svojemu zunanjemu ministru Charlesu Mauriceu de Talleyrandu, naj pridobi posest kot posebno mesto primerno za sprejem tujih dostojanstvenikov, predvsem Ferdinanda VII. Španskega, njegovega brata infanta Carlosa, grofa Molina in njegovega strica infanta Antonia Pascuala, dai bi preživeli šest let v Napoleonovem ujetništvu v Valençayu. Pogodba o njihovi izpustitvi leta 1813 je prevzela ime posestva. Talleyrand je za svojega kuharja vzel Marie-Antoine Carême (8. junij 1784 – 12. januar 1833), francoskega kuharja in prvega praktika ter mojstra dovršenega kuharskega sloga, znanega kot grande cuisine, visoke umetnosti francoske kuhinje: veličasten kuharski slog, ki so mu bili naklonjeni tako mednarodna kraljeva družina kot nouveau riche ("novopečeni bogataši") iz Pariza.
Obdobje Talleyrandove zasedbe je bila zlata doba v zgodovini Valençaya, s triindvajsetimi občinami, ki naj bi jih upravljal vladajoči princ. Nedvomno najbolj slavni Talleyrandov služabnik, zaposlen pri Valençayu, je bil njegov kuhar Marie-Antoine Carême. Po Talleyrandovi smrti leta 1838 je bil veliki državnik pokopan v majhni mrliški kapeli v parku. Njegovi stranski potomci so obdržali lastništvo posestva do leta 1952, ko se je moški rod končal. Zadnji princ je posest zapustil svojemu pastorku, ki jo je leta 1979 prodal združenju zgodovinskih dvorcev.
Knezi Talleyrand-Périgord so se uvrščali med mediatizirano nemško plemstvo na podlagi njihovega nominalnega nadzora nad vojvodino Sagan v pruski Šleziji (zdaj na Poljskem). Zaradi te tehnične podrobnosti je bil dvorcu med drugo svetovno vojno prihranjena nemška okupacija. Ko je vojvoda Saganski vzpostavil svojo osebno nevtralnost, so zakladi iz Louvra (kot sta Samotraška Nike in Miloška Venera) našli varno zavetje v Valençayu.

## Opis
Ostanki iz 16. stoletja vključujejo prevelik okrogel stolp na zahodnem vogalu, ki ga pokriva kupola à l'impériale, in osrednji blok v obliki donžona, z vitkim stolpom na vsakem vogalu, združenim okoli nagnjene strehe. Njegovo lažno obzidje spominja na srednji vek, retrospektivno formulo, ki slogovno izhaja iz Chamborda, vendar je nekoliko okrnjeno z obsežnimi okni, vključno z značilnimi renesančnimi mansardami.
Zunanjost je izjemno dobro kljubovala času in vremenskim vplivom. Odeta je v klasične redove: v pritličju dorski red, v prvem nadstropju jonski red, v drugem pa korintski red. To je bila inovativna značilnost, ki je predvidevala francoski klasicizem. Dvorišče obkroža arkadna galerija. Zahodni trakt z mansardno streho je iz 17. stoletja.
Talleyrandov dvorec se ponaša z eno najnaprednejših notranjosti v slogu empir. Ima sto sob, od katerih je četrtina Talleyrandovo stanovanje. Turistom pokažejo tudi sobo kralja Ferdinanda. V zahodnem krilu je Talleyrandov muzej, ki je bil prej v gospodarskih poslopjih.
Formalni francoski vrtovi, ki izvirajo iz začetka 20. stoletja (1906), obsegajo okoli štirideset hektarjev, ne da bi šteli površino Talleyrandovih vinogradov. Lame, pavi in druge eksotične živali v parku so zabava za turiste v delu zemljišča, ki je bil spremenjen v živalski park.
Park je bil uvrščen na seznam zgodovinskih spomenikov od 25. marca 1992. Dvorec in različni elementi posesti so bili uvrščeni na seznam zgodovinskih spomenikov od 8. marca 2011. Celoten paviljon, imenovan La Garenne, in njegova gospodarska poslopja so navedena po ukazu 8. avgust 2013.